# High Hopes Choir
Der High Hopes Choir ist ein irischer Obdachlosenchor, der 2014 im Rahmen einer Fernsehsendung des öffentlich-rechtlichen Senders RTÉ One entstand.

## Bandgeschichte
Der ehemalige Dirigent des RTÉ Concert Orchestra, David Brophy, rief mit Hilfe von drei irischen Wohltätigkeitsorganisationen zwei Chöre ins Leben, einen in Dublin und einen in Watford, für die Obdachlose aus beiden Städten gewonnen wurden. Mehrere Wochen lang fanden Chorproben und jeweils ein öffentlicher Auftritt statt, bevor die Sänger zusammenkamen und gemeinsam eine Single aufnahmen. Der Song für eine Benefizsingle, der auch dem Projekt den Namen gegeben hatte, war High Hopes von der irischen Band Kodaline. Unterstützt wurden sie unter anderem von Shane Filan und Ed Sheeran und begleitet vom RTÉ-Orchester. Die Single erschien kurz vor Weihnachten und erreichte Platz 5 der Charts. Das Lied wurde auch live im Fernsehen vorgetragen, außerdem trat der Chor zusammen mit Brian Kennedy und Lisa Hannigan in der Christ Church Cathedral in Dublin auf. Das Projekt wurde vom Fernsehen begleitet und in drei Folgen im Dezember 2014 ausgestrahlt. Die Einnahmen aus den Verkäufen gehen zu gleichen Teilen an die Dublin Simon Community, an Saint Vincent De Paul und an Focus Ireland.

## Diskografie
Single
- High Hopes (2014)
- Fairytale of New York (featuring Christy Moore, 2015)
- Quiet Desperation (featuring Christy Moore, 2015)